# Новомиська сільська рада
Новомиська сільська́ ра́да (біл. Навамышскі сельсавет) — адміністративно-територіальна одиниця у складі Барановицького району Берестейської області Білорусі. Адміністративний центр сільської ради — село Нова Миш.

## Історія
26 червня 2013 року до складу Новомиської сільської ради були включені населені пункти та землі ліквідованої Тешевлянської сільської ради.

## Склад ради
Населені пункти, що підпорядковувалися сільській раді станом на 2009 рік:
| Населений пункт | Тип    | Населення, осіб (2009) |
| --------------- | ------ | ---------------------- |
| Білолісся       | село   | 67                     |
| Боровці         | село   | 77                     |
| Гінцевичі       | село   | 130                    |
| Деревна         | село   | 163                    |
| Дрогобиль       | село   | 26                     |
| Заболоття       | село   | 338                    |
| Зоряна          | село   | 1291                   |
| Козлякевичі     | село   | 160                    |
| Лебежани        | село   | 53                     |
| Лугова          | село   | 17                     |
| Люшнево         | село   | 293                    |
| Мир             | селище | 919                    |
| Могиляни        | село   | 46                     |
| Нова Миш        | село   | 1370                   |
| Новий           | селище | 2                      |
| Першомайський   | селище | 235                    |
| Петревичі       | село   | 64                     |
| Постариння      | село   | 146                    |
| Приозерна       | село   | 258                    |
| Стара Миш       | село   | 25                     |
| Тешевле         | село   | 554                    |
| Тюхневичі       | село   | 26                     |
| Шпаковці        | село   | 41                     |

## Населення
За переписом населення Білорусі 2009 року чисельність населення сільської ради становило 4669 осіб.

### Національність
Розподіл населення за рідною національністю за даними перепису 2009 року:
| Національність                | Осіб | Відсоток |
| ----------------------------- | ---- | -------- |
| білоруси                      | 3838 | 82,20 %  |
| поляки                        | 485  | 10,39 %  |
| росіяни                       | 245  | 5,25 %   |
| українці                      | 62   | 1,33 %   |
| молдовани                     | 13   | 0,28 %   |
| цигани                        | 7    | 0,15 %   |
| вірмени                       | 5    | 0,11 %   |
| національність не вказана     | 4    | 0,09 %   |
| татари                        | 3    | 0,06 %   |
| грузини                       | 2    | 0,04 %   |
| литовці                       | 1    | 0,02 %   |
| турки                         | 1    | 0,02 %   |
| марійці                       | 1    | 0,02 %   |
| національність не повідомлена | 1    | 0,02 %   |
| дві та більше національності  | 1    | 0,02 %   |
| Разом                         | 4669 | 100 %    |